# مونته‌دینوه
مونته‌دینوه (به ایتالیایی: Montedinove) یک کومونه در ایتالیا است که در استان اسکولی پیچنو واقع شده‌است. مونته‌دینوه ۱۱٫۹ کیلومترمربع مساحت و ۵۵۳ نفر جمعیت دارد و ۵۶۱ متر بالاتر از سطح دریا واقع شده.